# 숙의 문씨 (영조)
숙의 문씨(淑儀 文氏, ? ~ 1776년 9월 11일(음력 8월 10일))는 조선 영조의 후궁이며, 화령옹주와 화길옹주의 생모이다. 죄를 짓고 폐서인되어 작호가 추탈되었기에, 흔히 문녀(文女)라고도 한다.

## 생애

### 후궁 책봉
원래는 궁인이었다. 야사에는 효장세자(훗날의 진종)의 부인 현빈 조씨(훗날의 효순왕후)의 궁인으로 있었는데, 1751년(영조 27년) 음력 11월, 조씨가 사망하자 그 빈전을 찾던 영조의 눈에 들어 승은을 입었다고 한다.
이후 문씨는 1753년(영조 29년) 음력 2월 8일, 정4품 소원에 책봉되었다. 당시 영조는 승지에게 후궁 책봉 교지에 어보를 찍으라고 하였는데, 승지 윤광의가 이 명령을 받들지 않자 영조는 다른 승지를 시켜 어보를 찍게 하는 일이 있었다. 그러나 훗날 윤광의는 그 정직함이 가상하다 하여 영조로부터 이조참의에 제수되었다. 문씨는 이후 1771년(영조 47년), 종2품 숙의로 진봉되었다.
문씨는 김상로 등과 결탁하여 사도세자를 죽게 만든 장본인 중 하나였다. 당시 여러 사람들이 문씨의 이러한 모습을 알고 있었으나, 영조만이 이를 알지 못하고 문씨 등에 대해 처벌 못한 것을 한탄하였다고 기록되어 있다.

### 폐위
1776년(정조 즉위년) 음력 3월 30일, 사도세자의 아들인 정조는 문씨의 작위를 삭탈하여 사저로 내쫓고, 문씨와 함께 일을 모의한 문씨의 오빠 문성국은 노비로 만들며, 문씨의 어머니는 제주의 종으로 삼았다. 이후 문씨는 문녀(文女)로 불리게 되었다.
그 해 음력 5월 13일, 정조는 장문의 교지를 내려 문씨의 죄를 포고하고, 다음날 문씨를 도성 밖으로 쫓아냈다. 이후 수많은 이들이 문씨를 처벌하고 그 혈육인 화령옹주의 작위를 삭탈하라는 청을 올렸으나, 정조는 이를 모두 윤허하지 않았다. 음력 8월 10일, 영조의 국상이 끝나자 정조는 문씨를 사사하라는 명을 내렸다.
한편 1781년(정조 5년), 문씨의 사위 심능건이 문씨의 생전 재산을 마음대로 처분했다가 탄핵을 받아 삭직되기도 하였다.

## 가족 관계
문씨는 남편 영조와의 사이에서 두 딸을 낳았다. 장녀는 화령옹주로, 심능건과 결혼하였다. 차녀는 화길옹주로, 구민화와 결혼하였다. 한편 문씨의 혈육 중 유일하게 정조 때까지 살아남은 화령옹주는 어머니 문씨의 죄로 인해 대신들로부터 여러 차례 탄핵되었으나, 정조는 혈육의 정을 이유로 들며 화령옹주의 작위를 삭탈하지 않았다.
친정
- 아버지: 미상
- 어머니: 미상
  - 오빠: 문성국(文聖國, 생몰년 미상)

왕가 전주 이씨
- 시아버지: 제19대 숙종(肅宗大王, 1661~1720)
- 시어머니: 숙빈 최씨(淑嬪 崔氏, 1670~1718)
  - 남편: 제21대 영조(英祖, 1694~1776, 재위: 1724~1776)
    - 장녀: 화령옹주(和寧翁主, 1753~1821)
    - 사위: 청성위 심능건(靑城尉 沈能建, ?~1817)
    - 차녀: 화길옹주(和吉翁主, 1754~1772)
    - 사위: 능성위 구민화(綾城尉 具敏和, ?~1800)

## 숙의 문씨가 등장한 작품

### 드라마
- MBC 《조선왕조 500년 한중록》 (1988~1989년) ... 김혜선(극중 이름: 문아지)
- MBC 《대왕의 길》 (1998년) ... 윤손하
- SBS 《비밀의 문: 의궤 살인 사건》 (2014년) ... 이설
- MBC 《옷소매 붉은 끝동》 (2021년) ... 고하

### 영화
- 《사도》 (2015년) ... 박소담